# 669년

## 연호
- 당(唐) 총장(總章) 2년

## 기년
- 당(唐) 고종(高宗) 20년
- 신라(新羅) 문무왕(文武王) 9년

## 사망
- 당나라의 장군 이적
- 백제의 왕자 부여풍